# Орден «За военную доблесть и заслуги»
Орден «За воинскую доблесть и заслуги» был учрежден 28 мая 1974 года в двух степенях указом Государственного совета НРБ.
Им награждались военнослужащие Вооруженных Сил и МВД за долголетнюю верную и безупречную службу, за заслуги в укреплении мощи Вооруженных сил и государственной безопасности, за достижения в боевой подготовке. Орденом также награждались сверхсрочнослужащие при увольнении в запас. Орден отменен в 1991 году.
Авторы проекта - Б. Козарев и М. Марков. Изготавливался орден на Государственном монетном дворе.

## Описание
Знак ордена первой степени имеет форму ромба красной эмали. Размер сторон — 34 мм. Ромб наложен на прямоугольник из позолоченных штралов и двух скрещенных мечей остриями кверху. Ромб прорезан вертикальной лавровой ветвью. В центре расположен медальон белой эмали с болгарским львом на фоне национального триколора и кольцом с надписью «НРБ ЗА ВОЕННА ДОБЛЕСТ И ЗАСЛУГА».
Знак второй степени отличается от знака первой степени тем, что все детали, кроме лавровой ветви и центрального медальона изготовлены из белого металла.
Реверс знаков плоский.
Орден носится на левой стороне груди на пятиугольной колодке, обтянутой зеленой лентой с узкими белыми полосками по краям и триколором посередине.